# ميلتون (أونتاريو)
ميلتون، أونتاريو (بالإنجليزية: Milton)‏ هي مدينة كندية تقع في مقاطعة أونتاريو. تبلغ مساحة هذه المدينة 366.606 (كم²)، ويبلغ عدد سكانها 53939 نسمة حسب إحصاء سنة 2006 م، بينما كان يسكنها 31471 نسمة في سنة 2001 م. تحتل هذه المدينة المرتبة رقم 87 بين مدن كندا حسب عدد السكان والمرتبة رقم 39 في المقاطعة. نما عدد السكان في هذه المدينة بنسبة (71.4) بين العامين المذكورين.

## أعلام
- ديفيد جيمس إليوت
- جون وايت
- جوزيف مارتن
- دارين ألين
- روبرت كينغ أندرسون
- ديفيد روبرتسون
- جوي ميلو

## وصلات خارجية
- الأطلس الحكومي لكندا
- إحصاءات كندا مع ساعة تعداد السكان